# Promontoriul groazei (film din 1991)
Promontoriul groazei (în engleză Cape Fear) este un film thriller de groază din 1991 regizat de Martin Scorsese. Este o refacere a peliculei cu același nume din 1962, o ecranizare a romanului The Executioners de John D. MacDonald. Filmul spune povestea unui avocat a cărui familie este amenințată de un deținut proaspăt eliberat care caută răzbunarea pentru cei 14 ani petrecuți în închisoare, pedeapsă primită din vina avocatului (după părerea sa). Filmul a fost nominalizat la Premiul Oscar la categoriile cel mai bun actor (Robert De Niro) și cea mai bună actriță în rol secundar (Juliette Lewis). Cei doi au fost nominalizați și la Premiile Globul de Aur.
Prima adaptare a filmului este mai fidelă romanului, adaptarea din 1991 fiind considerabil mai brutală și violentă. Gregory Peck, care a jucat rolul principal (avocatul Sam Bowden) în filmul din 1962, interpretează un rol secundar în acest film. De asemenea Mitchum și Martin Balsam au apărut în roluri secundare în filmul din 1991.

## Prezentare
Sam Bowden (Nick Nolte) este un avocat care locuiește în Carolina de Nord, împreună cu soția sa Leigh (Jessica Lange) și fiica adolescentă Danielle (Juliette Lewis). Max Cady (Robert De Niro), fost client al său, este eliberat din închisoare după 14 ani. Cady a fost judecat pentru viol și asalt asupra unei fete de 16 ani. Îngrozit de atac, Sam ca avocat al apărări, a ascuns dovezi din trecutul victimei, care ar fi putut reduce sentința lui Cady sau chiar i-ar fi asigurat achitarea.
Bowden a considerat că acesta, analfabet în momentul condamnării sale, nu va afla că l-a apărat incorect în mod intenționat. Fără ca să știe, fostul său client este un psihopat natural, inteligent și unic; el a învățat să citească și a studiat Dreptul în închisoare și chiar a făcut recurs de mai multe ori, fără succes. El îl urmărește pe Sam și începe să terorizeze familia Bowden; el se ascunde lângă proprietate și câinele familiei este ucis în mod misterios. Sam încearcă să-l aresteze pe Cady, dar poliția nu are dovezi ale unei infracțiuni. După ce a făcut cunoștință cu Lori într-un bar, amanta lui  Sam, Cady o atacă violent și o violează pe Lori, care este îndrăgostită de Sam. În ciuda sfaturilor lui Sam, ea refuză să depună acuzații de teamă că flirtul lor platonic va deveni public, precum și din refuzul de a fi interogată și umilită de proprii ei colegi. Sam angajează un investigator privat, Kersek, pentru a-l urmări pe Cady.
Cady se apropie de Danielle prefăcându-se că este noul ei profesor de dramă și imită un interes neortodox față de anxietatea adolescentei. El o atrage în teatrul școlii, fumează un joint cu ea, îi manipulează libidoul și atracția față de el și o sărută. Părinții ei găsesc cannabis în cărțile ei de la școală, iar Sam ajunge la disperare. Apoi este de acord cu planul lui Kersek, pe care îl respinsese mai devreme, acela de a-l bate pe Cady. De asemenea, Sam îi dă lui Cady un avertisment final, pe care Cady îl înregistrează în secret. Trei bandiți angajați ai lui Kersek îl bat pe Cady în timp ce Sam urmărește totul de departe, dar Cady se întoarce asupra atacatorilor săi și îi bate violent. Cady folosește apoi înregistrarea amenințării lui Sam și o afișare exagerată a propriilor sale răni pentru a depune o cerere de restricție împotriva lui Sam. Avocatul lui Cady solicită, de asemenea, Comitetului de etică să anuleze dreptul lui Sam de a lucra ca avocat, declanșând astfel o întâlnire de urgență de două zile la Raleigh.
Kersek anticipează intenția lui Cady de a intra în casa familiei Bowden în timp ce Sam este în Raleigh; familia falsifică plecarea lui Sam și se ascund toți în casă, sperând că astfel Cady va intra, astfel încât să poată fi împușcat în autoapărare de Kersek. Cady o ucide pe Graciela, menajera familiei Bowden, și-i poartă hainele înainte de a-l ucide pe Kersek, în bucătărie, tăindu-i gâtul cu un fir de pian și împușcându-l cu propriul pistol. Înspăimântați după ce au descoperit cadavrele, Sam, Leigh și Danielle fug cu autoturismul și apoi se urcă pe o barcă în nordul statului de-a lungul râului Cape Fear.
Cady, care a urmărit familia, legat cu o chingă sub autoturismul lor, îl atacă și-l leagă pe Sam și se pregătește să le violeze pe Leigh și Danielle în timp ce îl forțează pe Sam să privească. Danielle îl stropește pe Cady cu un lichid inflamabil în timp ce aprinde un trabuc, ceea ce face ca fața sa să fie în flăcări, astfel sare din barcă, în apă. Cu toate acestea, Cady se agață de o frânghie și revine la bord. În timp ce barca este zguduită de o furtună violentă, un Cady grav ars și înnebunit se confruntă cu Sam, într-un proces simulat pentru neglijența sa deliberată în urmă cu 14 ani. În ciuda insistențelor lui Sam că el s-a lăudat cu două acuzații de viol anterioare și că infracțiunea sa a fost prea urâtă pentru ca raportul privind trecutul sexual al victimei să fie luat în considerare, Cady îi reproșează că nu și-a îndeplinit datoria de avocat.
Furtuna, în cele din urmă, îl aruncă la podea pe Cady, permițându-i lui Sam să preia controlul în timp ce femeile sar din barcă și ajung la țărm. Sam folosește cătușele lui Cady pentru a-l lega de barcă. Când barca lovește o stâncă și este distrusă, lupta continuă pe țărm, dar o maree furioasă îl trage pe Cady sub apă și el se îneacă vorbind în limbi și cântând imnul „On Jordan's Stormy Banks I Stand”. Sam își spală sângele de pe mâini înainte de a se întâlni cu Leigh și Danielle, dar își dau seama că lucrurile nu vor mai fi niciodată la fel pentru ei.

## Distribuție
- Nick Nolte – Sam Bowden
- Robert De Niro – Max Cady
- Jessica Lange – Leigh Bowden
- Juliette Lewis – Danielle Bowden
- Joe Don Baker – detectiv particular Claude Kersek
- Robert Mitchum – Locotenentul Elgart
- Gregory Peck – Lee Heller
- Martin Balsam – Judecătorul
- Illeana Douglas – Lori Davis
- Fred Dalton Thompson – Tom Broadbent
- Zully Montero – Graciella

## Nominalizări

### Premiul Oscar
- Premiul Oscar pentru cel mai bun actor - Robert De Niro
- Premiul Oscar pentru cea mai bună actriță în rol secundar - Juliette Lewis

### Premiul BAFTA
- BAFTA pentru cea mai bună imagine - Freddie Francis
- BAFTA pentru cel mai bun montaj - Thelma Schoonmaker

### Premiul Globul de Aur
- Premiul Globul de Aur pentru cel mai bun actor (dramă) - Robert De Niro
- Premiul Globul de Aur pentru cea mai bună actriță în rol secundar - Juliette Lewis